# Pragmática Sanção de 1713

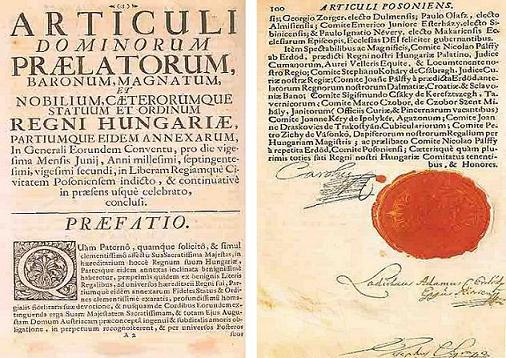
Pragmática assinado pelo imperador Carlos VI, em 1713.

A Pragmática Sanção de 1713 (em latim Pragmatica Sanctio) foi um édito promulgado por Carlos VI, Imperador do Sacro Império Romano-Germânico, a 19 de abril de 1713, com o objectivo de assegurar que as possessões hereditárias da Casa de Habsburgo poderiam ser herdadas por um descendente do sexo feminino, garantindo em simultâneo a sua indivisibilidade. O édito não afectava o cargo de imperador do Sacro Império que, apesar de desde há séculos ser exercido por Habsburgos, era electivo e não hereditário.

## Contexto
Desde o seu casamento em 1708, Carlos e sua esposa Isabel Cristina desejavam um filho varão, o que não tinham conseguido. Sendo Carlos o único sobrevivente masculino da Casa de Habsburgo, já que o seu irmão mais velho José I tinha falecido sem deixar descendência masculina, a única solução plausível capaz de manter a linhagem reinante era a ascensão ao trono de uma mulher. Sendo que a Lei Sálica impedia essa herança, Carlos necessitava de medidas extraordinárias para evitar uma disputa sucessória, como havia sucedido em Espanha.
Promulgada a Pragmática Sanção, Carlos foi de facto sucedido por sua filha mais velha, Maria Teresa (nascida em 1717). Contudo, e apesar da promulgação deste édito, a sua ascensão ao trono em 1740 desencadeou a Guerra de Sucessão Austríaca.